# Atlantocuma bidentatum
Atlantocuma bidentatum är en kräftdjursart som beskrevs av Michel Ledoyer 1989. Atlantocuma bidentatum ingår i släktet Atlantocuma och familjen Bodotriidae.
Artens utbredningsområde är Moçambiquekanalen. Inga underarter finns listade i Catalogue of Life.